# Georges Patrix
Georges Patrix (25 de mayo de 1920 – 7 de junio de 1992) fue un actor cinematográfico y diseñador industrial de nacionalidad francesa.

## Biografía
Nacido en Cherburgo-Octeville, Francia, fue actor cinematográfico en los años 1940 e inicios de los 1950. En 1950 fundó una compañía en París dedicada al trabajo en estética industrial, y en 1965 participó en la creación del Groupe international d'architecture prospective (G.I.A.P.).
Georges Patrix falleció en 1992 en París, Francia.

## Filmografía
- 1942 : Pontcarral, colonel d'empire, de Jean Delannoy
- 1943 : L'Auberge de l'abîme, de Willy Rozier
- 1945 : La Part de l'ombre, de Jean Delannoy
- 1947 : Le Bateau à soupe, de Maurice Gleize
- 1947 : El silencio del mar, de Jean-Pierre Melville
- 1948 : Colomba, de Émile Couzinet
- 1950 : Cartouche, roi de Paris, de Guillaume Radot
- 1952 : La Maison dans la dune, de Georges Lampin
- 1952 : La Putain respectueuse, de Charles Brabant y Marcello Pagliero
- 1953 : Le Guérisseur, de Yves Ciampi

## Publicaciones
- L'Esthétique industrielle (coautor : Denis Huisman), coll. «Que sais-je?», PUF, 1961
- Beauté ou laideur ? Vers une esthétique industrielle, Hachette, 1967
- Design et environnement, Casterman, 1973